# Arena Civica
L'Arena civica Gianni Brera, fino al 2001 chiamata semplicemente Arena civica, è un impianto sportivo polifunzionale di Milano.
Inaugurato nel 1807 come Anfiteatro di Milano, nel 1870 divenne Arena civica a seguito dell'acquisizione da parte del Comune.
Nel 2002 l'Arena fu intitolata alla memoria di Gianni Brera, giornalista e scrittore, scomparso dieci anni prima.

## Storia

### Progetto e realizzazione

Un'antica incisione dell'Arena Civica.

Nel 1805 la commissione di pubblico ornato, nell'ambito di un ampio progetto di ristrutturazione dell'area, commissionò all'architetto Luigi Canonica la realizzazione di un grande edificio civico per feste, spettacoli e celebrazioni. Tale progetto andava a colmare parzialmente il vuoto lasciato dalla demolizione delle fortificazioni spagnole che avevano circondato il nucleo rinascimentale del Castello Sforzesco, sino agli abbattimenti ordinati da Napoleone nel 1800. 
Una prima proposta, quella di Giovanni Antonio Antolini, era stata bocciata sin dal 1801 dal Bonaparte perché troppo costosa e sostituita da una, ben più modesta, disegnata dal Canonica, il quale aveva provveduto a sistemare il semiarco verso la città. Era rimasta interrotta, invece, la sistemazione dell'intera area retrostante, adibita a piazza d'armi, alla quale in quel 1805 si mise mano. 
Per l'edificio fu scelta la forma dell'anfiteatro, come richiamo alla tradizione imperiale romana, a cui Napoleone esplicitamente si richiamava. Canonica disegnò ispirandosi al circo di Massenzio, situato fuori Roma sulla via Appia Antica, vicino alla basilica di San Sebastiano fuori le mura, forse il meglio conservato degli antichi circhi romani. L'impianto aveva forma ellittica, con una lunghezza complessiva di 238 metri e una larghezza di 116 e poteva contenere fino a 30 000 spettatori, ovvero poco meno di un quarto dell'intera popolazione di Milano dell'epoca.

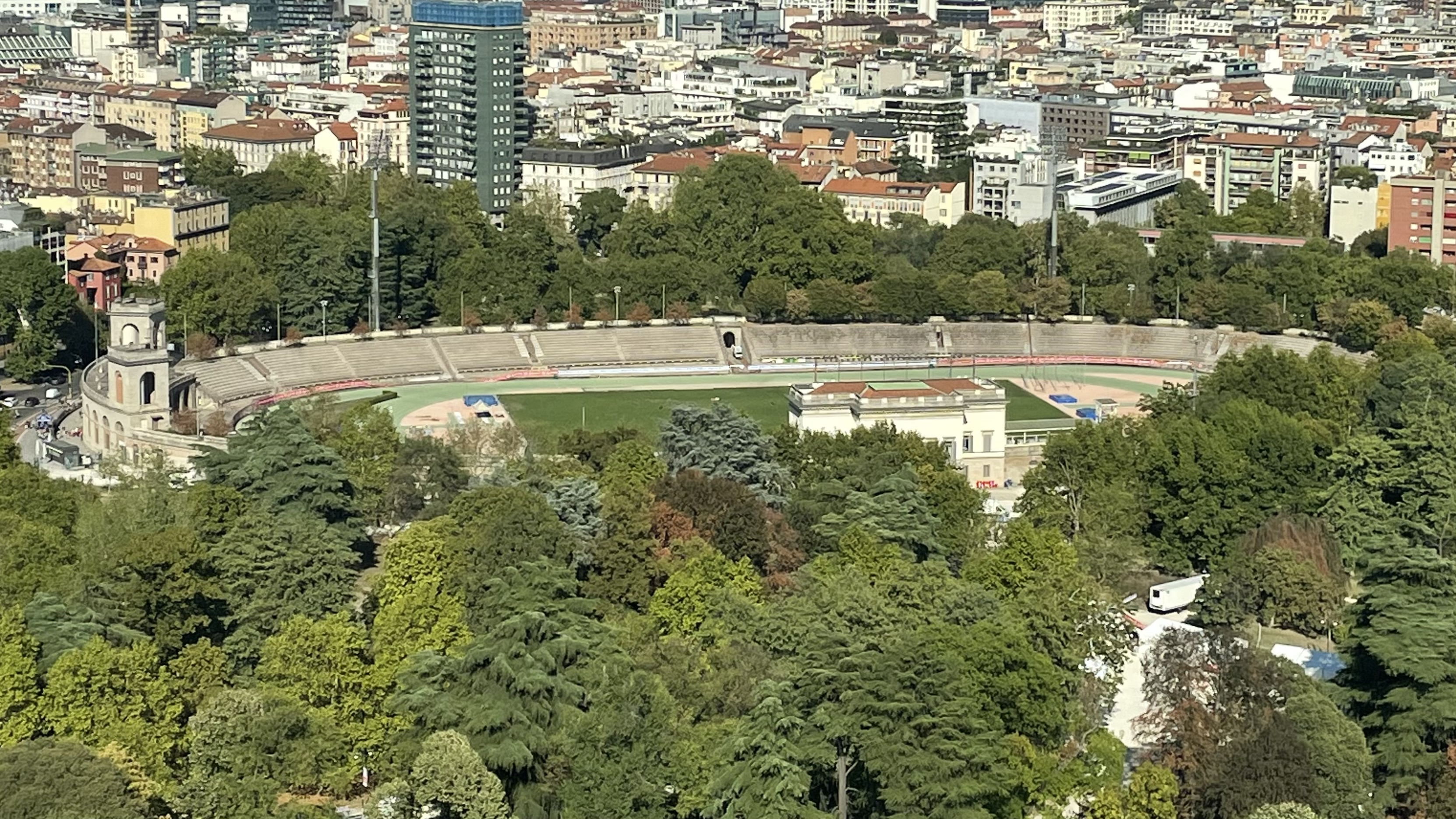
L'Arena vista dalla Torre Branca.

La tribuna d'onore progettata dal Canonica si connota per la presenza della palazzina Appiani, che prese il nome dall'autore della decorazione pittorica interna, Andrea Appiani; questa costruzione dall'esterno si presenta nelle forme di un palazzo gentilizio, mentre sul lato interno dell'anfiteatro si apre con una "loggia reale" ispirata ai frontoni dei templi greci in antis, con i due pilastri quadrangolari, posti agli estremi della facciata, tra i quali vi erano le colonne; queste però non erano due, come da tradizione, ma otto (in granito rosa, con capitelli corinzi), al fine di dare una maggiore larghezza all'intera struttura. Questo era probabilmente dovuto all'esigenza di contenere un elevato numero di persone, che una struttura più compatta e slanciata non avrebbe potuto fare. Particolare imponenza fu riservata alla realizzazione del pulvinare, il palco dove sedeva il monarca, e della porta principale.
Per la costruzione furono impiegate le pietre ricavate dalla demolizione delle fortificazioni spagnole del Castello Sforzesco e gli avanzi del castello di Trezzo sull'Adda, cosicché la struttura venne realizzata interamente in pietra viva.

### Inaugurazione e successive manifestazioni

L'Arena Civica nel 1880 allagata per una naumachia

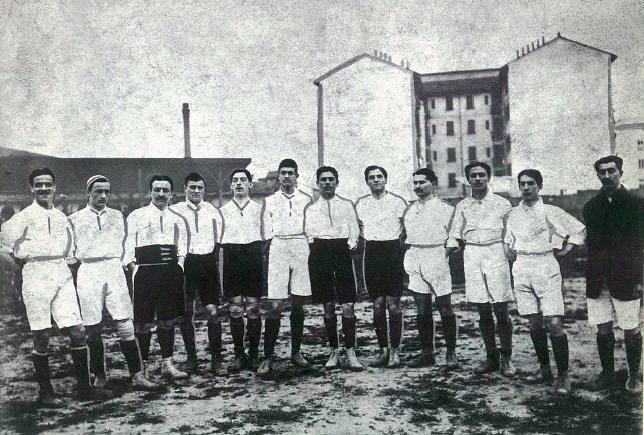
La nazionale italiana prima del suo esordio assoluto contro la Francia nel 1910, fotografata nel Campo di Ripa Ticinese sette giorni prima

Interno dell'Arena dalla curva sud

L'anfiteatro venne inaugurato, dopo soli due anni di lavori, il 17 dicembre 1807, con una grande naumachia, alla presenza di Napoleone.
Durante la Repubblica Cisalpina ed il Regno d'Italia, l'Arena ospitò prevalentemente naumachie (allagandola con l'acqua di un'attigua roggia), corse di cavalli e giochi pirotecnici. Nell'Ottocento venne utilizzata per feste, spettacoli circensi (come il famoso circo di Buffalo Bill), ascensioni in pallone aerostatico e pattinaggio invernale. Nel 1895 l'Arena si aprì agli sport moderni con lo svolgimento dei campionati italiani di ciclismo.
Nel 1910 fu anche teatro dell'esordio assoluto della nazionale italiana di calcio contro quella francese, con gli azzurri vittoriosi sui rivali per 6-2. Nella prima metà del Novecento, dal 1930 al 1947, l'Arena ospitò stabilmente le gare interne dell'Inter. Per un breve periodo, dall'ottobre del 1941 al giugno del 1945, divenne l'impianto casalingo dell'altra squadra milanese, il Milan; durante il secondo conflitto bellico, infatti, San Siro era difficilmente raggiungibile dai tifosi rossoneri per via della penuria di energia elettrica, che era indispensabile per far funzionare i tram che portavano gli spettatori all'impianto sportivo. 
Nel 1944 fu la sede di tutti gli incontri del triangolare finale del Campionato Alta Italia 1944 fra Vigili del Fuoco Spezia (vincitori della competizione), Torino FIAT e Venezia.
Negli anni a seguire l'Arena ospitò gare di atletica leggera di livello internazionale; nel 1973 Marcello Fiasconaro vi stabilì il nuovo record mondiale degli 800 metri, mentre nel 1977 Pietro Mennea sconfisse il giamaicano Don Quarrie sui 200 metri.
Storicamente casa del rugby internazionale azzurro (vi si tennero 11 dei 13 incontri dell'Italia a Milano prima che la nazionale passasse al Meazza, ospitò tra il 2010 e il 2011 le gare interne dell'Amatori, storico club rugbistico milanese, mentre successivamente è diventata sede dell'Atletica Riccardi.

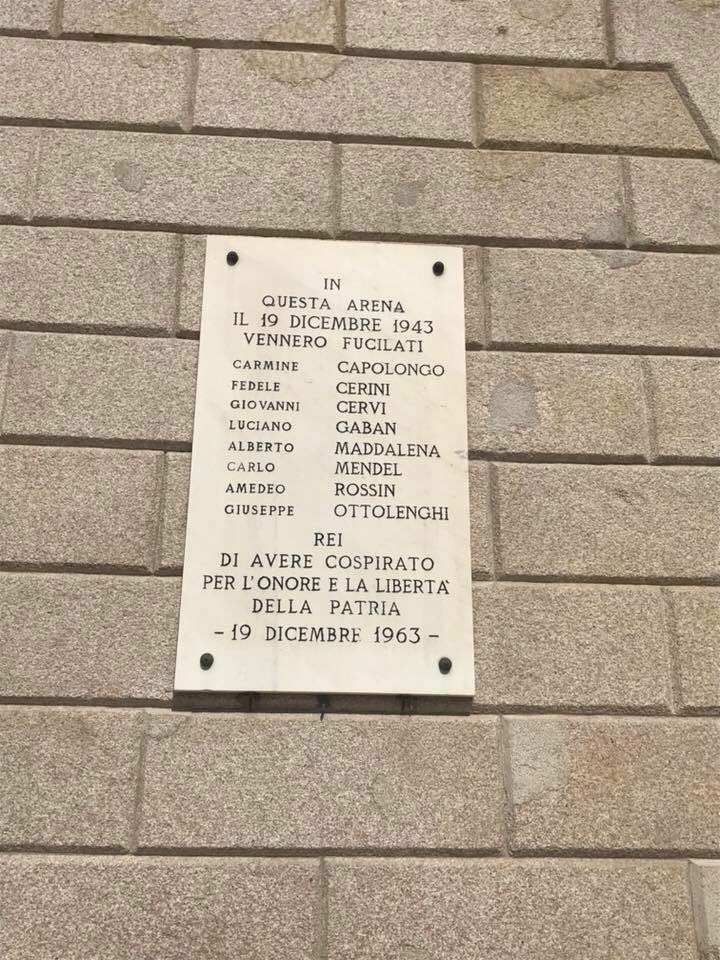
Lapide posta il 19 dicembre 1963, per il ventesimo anniversario della fucilazione

Il 19 dicembre 1943 l'Arena fu teatro della fucilazione di otto antifascisti condannati a morte da un tribunale militare straordinario come rappresaglia dell'attentato al segretario dei fascisti di Milano Aldo Resega: Carmine Campolongo, Fedele Cerini, Giovanni Cervi, Luciano Gaban, Alberto Maddalena, Carlo Mendel, Giuseppe Ottolenghi, Amedeo Rossin.
Nel secondo dopoguerra l'Arena ha altresì accolto le gare interne di alcune società calcistiche dilettantistiche milanesi, quali il Brera e l'Alcione. Milan e Inter, per contro, vi hanno organizzato diverse feste per la tifoseria e manifestazioni collaterali: il 18 luglio 1986 Silvio Berlusconi scelse l'Arena per l'evento inaugurale della propria presidenza del club rossonero.
Nel novembre del 2023, a seguito di un accordo fra l'Inter e il Comune di Milano, l'Arena Civica ha ufficialmente iniziato ad ospitare le partite in casa della squadra femminile nerazzurra, militante in Serie A: il comune ha stanziato quasi 4 milioni di euro per gli interventi di ristrutturazione dell’impianto, che hanno riguardato la pista d’atletica, gli spogliatoi, il terreno di gioco e le tribune. Il 25 novembre dello stesso anno, l'Inter Femminile ha giocato il suo primo incontro ufficiale all'Arena, un derby di campionato contro il Milan, vinto per 1-0: nell'occasione, lo stadio è tornato ad ospitare un'edizione del derby di Milano a 77 anni di distanza dall'ultima volta, e per la prima volta in assoluto nella storia del calcio femminile.
Non ebbe invece inizialmente esito positivo la richiesta avanzata dall'Alcione, nell'estate 2023, di poter formulare domanda di ripescaggio in Serie C usando proprio l'Arena come campo interno; sebbene il club del municipio 7, nel successivo mese di dicembre, avesse sottoscritto un accordo con il Comune di Milano finalizzato all'utilizzo congiunto dell'impianto con l'Inter femminile, ancora a giugno 2024 la prefettura del capoluogo lombardo negò agli orange il permesso di usare l'Arena per esordire nel professionismo.

## Attrezzature
L'Arena Civica dispone di:

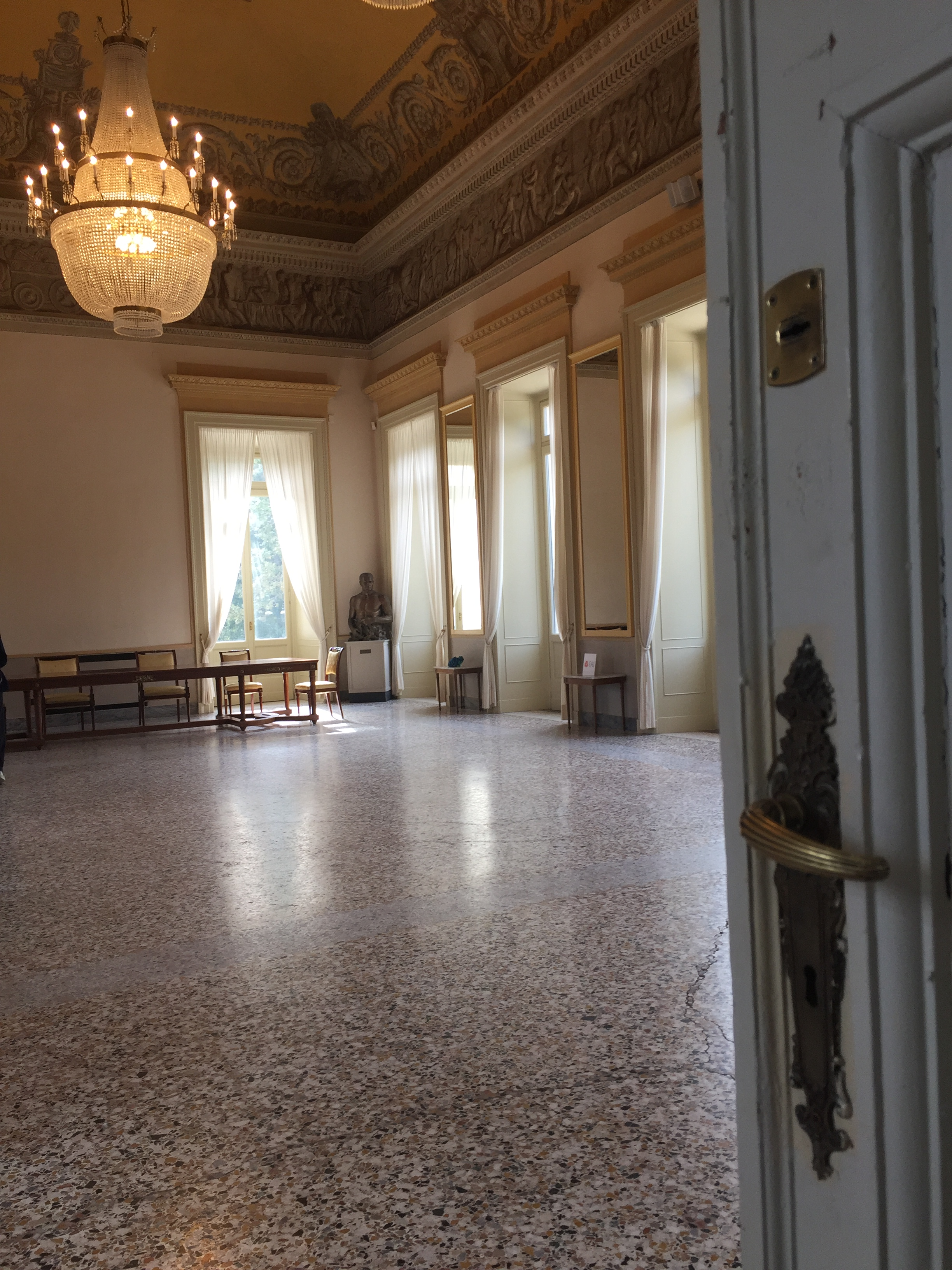
Interno della palazzina Appiani

- una pista sintetica di atletica leggera di 400 m a 8 corsie, con deviazione 3 000 siepi e due prolungamenti nelle curve per il riscaldamento degli atleti (a seguito della ristrutturazione ultimata nel 2020, i prolungamenti di entrambe le curve sono raccordati direttamente alla pista principale)[23];
- due pedane per il salto con l'asta;
- due pedane per il salto in alto;
- due pedane per il salto in lungo e il triplo;
- una pedana per il lancio del giavellotto;
- una pedana per il getto del peso;
- una pedana per il lancio del disco e del martello;
- due aree di riscaldamento, in corrispondenza delle due curve della pista di atletica;
- un terreno da gioco per calcio, football americano e rugby;
- due palestrine per corsi di preparazione.
- alcuni uffici e magazzini a beneficio di società sportive.

La capienza degli spalti è stata progressivamente limitata a 10 000 posti per motivi di sicurezza; l'accesso dall'esterno avviene attraverso dieci varchi, otto dei quali danno accesso ad altrettanti vomitori, mentre i due principali che portano direttamente in campo sono la porta "libitinaria" (che divide in due il rettilineo est, il cui nome deriva dai Libitinari, gli inservienti che nell'antica Roma erano incaricati di raccogliere i cadaveri dei gladiatori morti durante gli spettacoli) e la porta "trionfale" (in mezzo alla curva sud, è costruita in granito di Baveno; pensata per l'ingresso solenne del monarca, è strutturata in forma di arco di trionfo, con un pronao di ordine dorico e il timpano recante il bassorilievo di Gaetano Monti La Fama che distribuisce le corone d’alloro ai vincitori). La curva nord è invece sostanzialmente occupata dall'edificio delle carceri, il cui nome è a sua volta derivato dall'età romana, evocando le gabbie che davano accesso all'arena ai protagonisti dei ludi (gladiatori, animali, carri): la struttura presenta un andamento curvilineo, con dieci arcate (alcune delle quali sono vani chiusi, mentre altre mettono in comunicazione con l'esterno), ed è sormontata da due livelli di balconata, "chiusi" ai lati da due torri a pianta trapezoidale, con archi su tre lati, e sormontate a loro volta da terrazze balaustrate. Sulla tribuna centrale, che è chiusa posteriormente dalla palazzina Appiani, spicca altresì il "pulvinare" o "loggia reale", ossia il palco d'onore dove prendevano posto gli spettatori di più alto rango, delimitato da una massiccia balaustra lapidea scolpita, con agli angoli dei leoni alati affrontati. Caratteristica peculiare dell'anfiteatro è la presenza, in cima alle gradinate, di un filare di alberi che descrive praticamente tutto il contorno del "catino".
A latere della palazzina Appiani sono inoltre collocate la torre dei cronometristi e una piccola tribuna stampa coperta, costruite in prefabbricato metallico e plastico. L'illuminazione dell'arena è assicurata da due torri faro sul lato est e da cluster di riflettori collocati sul tetto della palazzina e dell'edificio delle carceri.